# Jürgen Wegmann
Jürgen Wegmann (ur. 31 marca 1964 w Essen) – niemiecki piłkarz występujący na pozycji napastnika.

## Kariera
Rozpoczynał karierę w DJK Wacker Bergeborbeck, skąd w wieku 13 lat przeniósł się do Rot-Weiß Essen. W ciągu dwóch lat gry dla tego klubu strzelił 32 bramki w 65 meczach co zaowocowało transferem do 1 ligowej Borussii Dortmund. Zimą 1984 roku zadebiutował w żółto czarnych barwach i w ciągu kolejnych 3 lat zagrał w 70 spotkaniach, zdobywając 25 bramek. W 1986 roku przeniósł się do lokalnego rywala Borussii Schalke Gelsenkirchen, skąd rok później trafił do Bayernu Monachium. W barwach Bawarczyków strzelił 26 bramek w 58 występach, jedna z nich została uznana bramką roku 1988. Został mistrzem Niemiec z tą drużyną, jednak postanowił odejść i powrócić do BVB. Odkąd powrócił na Westfalenstadion trapiły go kontuzje, uniemożliwiające dobrą grę. W listopadzie 1992 roku zagrał ostatni pierwszoligowy mecz, przeciwko 1. FC Nürnberg. W 203 meczach pierwszoligowych zdobył 69 bramek. 
Później grał w barwach drugoligowego zespołu z Zagłębia Ruhry MSV Duisburg. W 7 meczach zdobył dwie bramki i przeniósł się do klubu, w którym zaczynał profesjonalną karierę - Rot-Weiß Essen. Później grał jeszcze kilka testowych meczów w 1. FSV Mainz 05 i zakończył karierę w barwach SSvG Velbert.